# 크리스토그램

크리스몬(Chrismon)

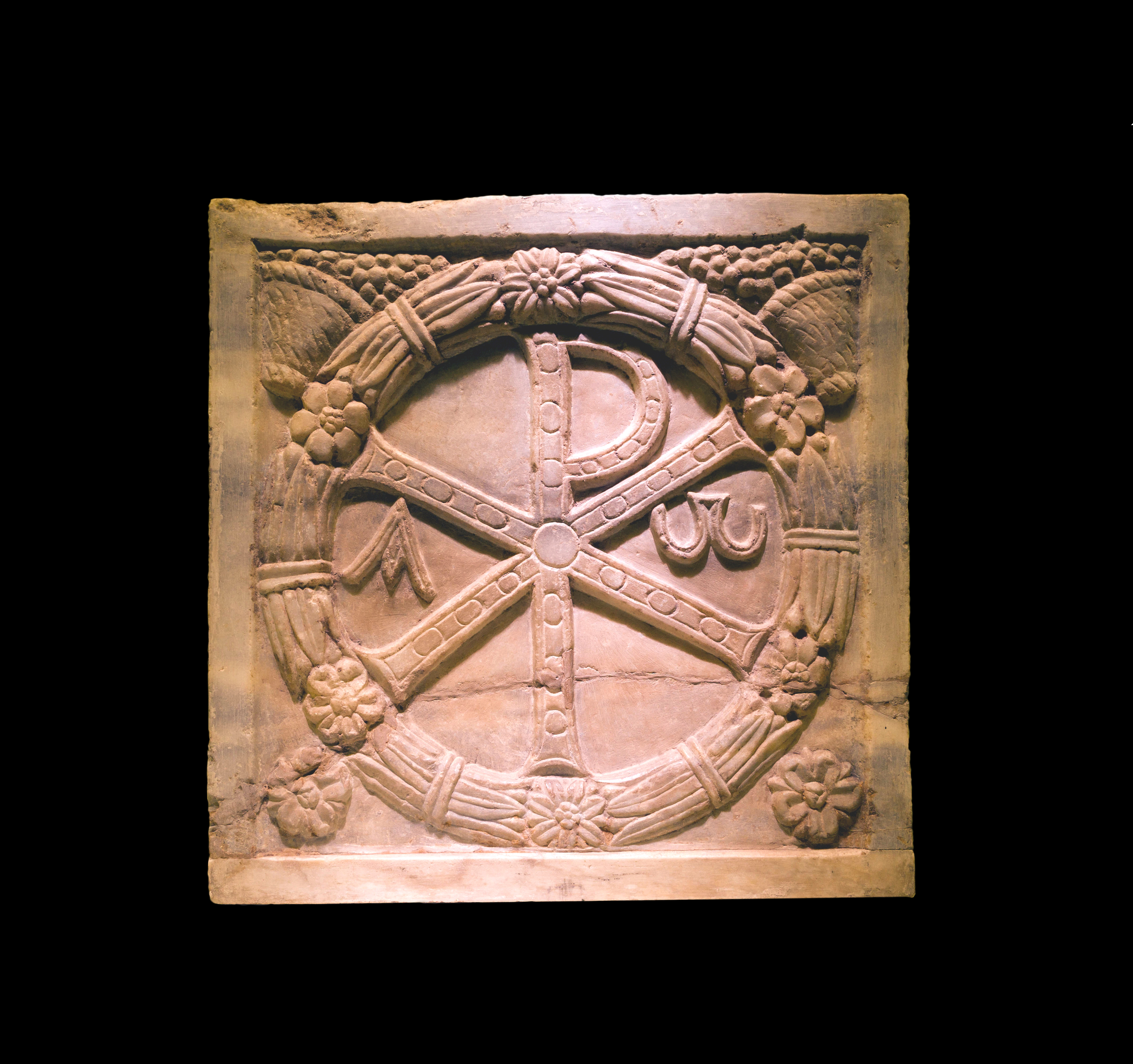
4세기 석관의 알파와 오메가를 갖춘 카이 로 심볼 (바티칸 미술관)

크리스토그램(Christogram, 라틴어 Monogramma Christi )은 예수의 이름을 축약한 글자의 모임이자 모노그램이며 전통적으로 교회에서 종교 상징으로 사용되었다.
가장 오래된 크리스토그램 중 하나는 카이 로이다.
예수의 이름은 그리스어 대문자로 "ΙΗΣΟΥΣ"로 발음되며 IHS(JHS, IHC, 또는 ΙΗΣ로도 씀)로 줄여서 말하며, 크리스투스(Christus)라는 이름은 "ΧΡΙΣΤΟΣ"로 발음되며 XP(IX, XPO, XPS, XPI, XPO, XPM 등의 변형 있음)로 사용된다.
그리스도의 이름을 줄인 중세 라틴어는 크리스무스(chrisimus)이다.

## IHS
라틴어를 사용하는 중세 서유럽 기독교(및 오늘날의 가톨릭 및 수많은 개신교)에서 가장 흔한 크리스토그램은 IHS나 IHC가 되었으며 이는 예수의 그리스어 이름 ΙΗΣΟΥΣ의 처음 3글자를 가리킨다.

서부 기독교의 IHS 또는 JHS 크리스토그램
중세 스타일의 IHC 모노그램.
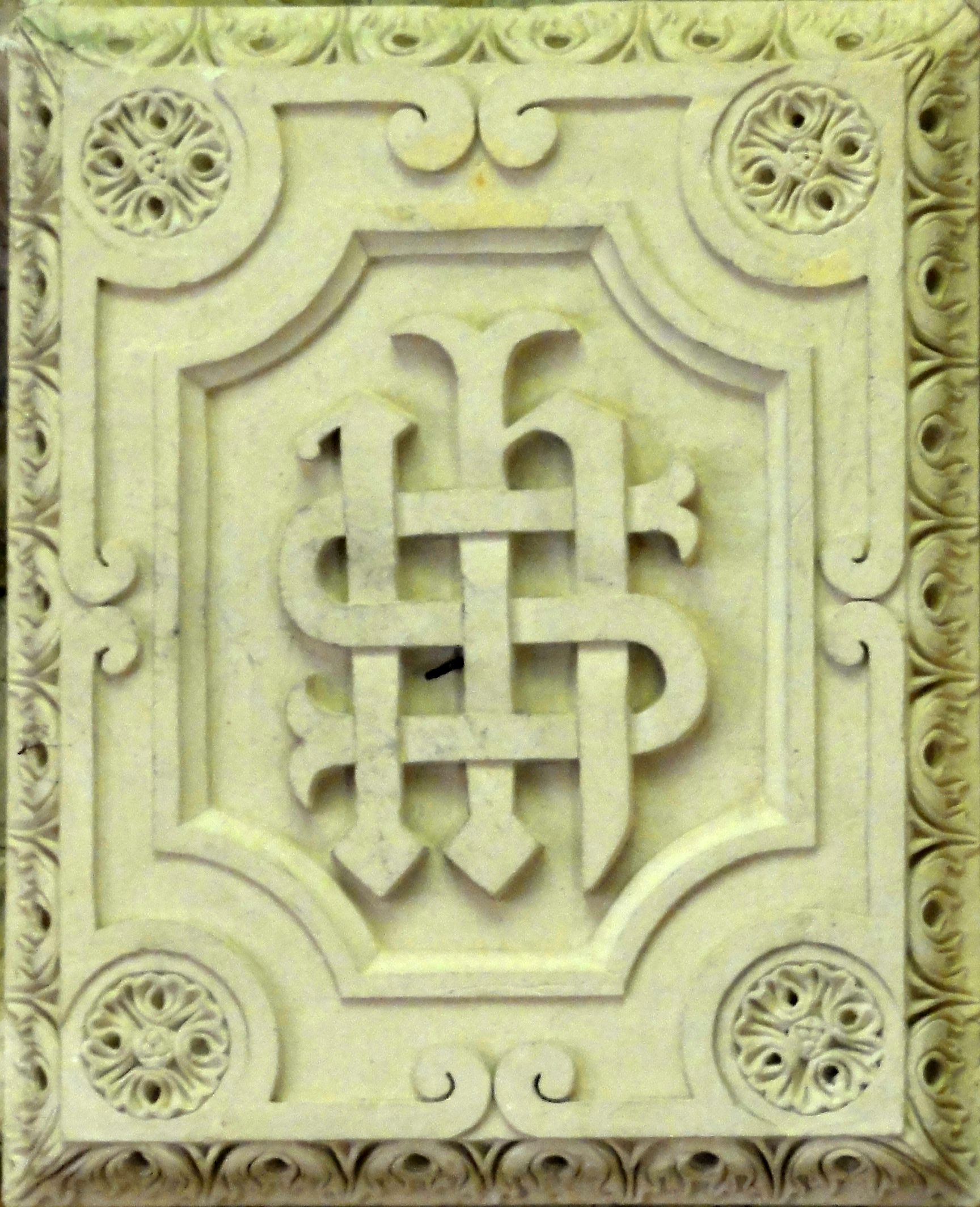
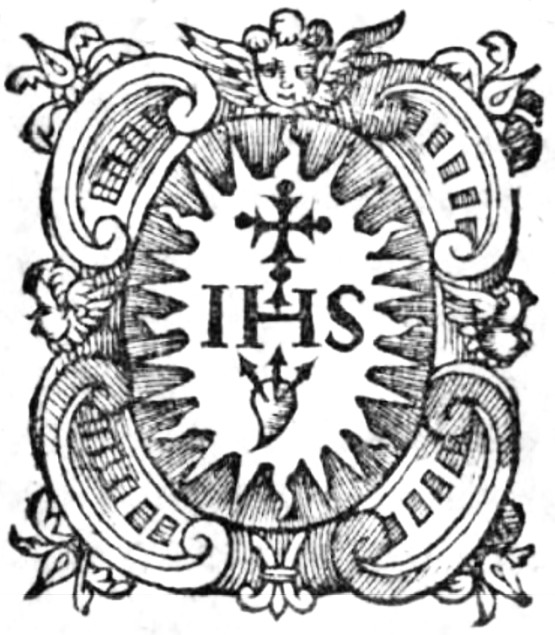
1586년 예수 앰블럼.

## ICXC
동방 기독교에서, 가장 널리 쓰이는 크리스토그램은 4자리 약자인 ΙϹ ΧϹ이며 "예수 그리스도"를 뜻하는 그리스어 낱말의 전통적인 축약이다.

중세 그리스 전통의 "ΙϹ ΧϹ ΝΙΚΑ".
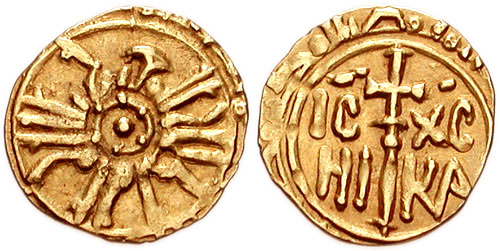
"ΙϹ ΧϹ ΝΙΚΑ" 십자가 - 12세기 시칠리아 동전 (루지에로 2세)
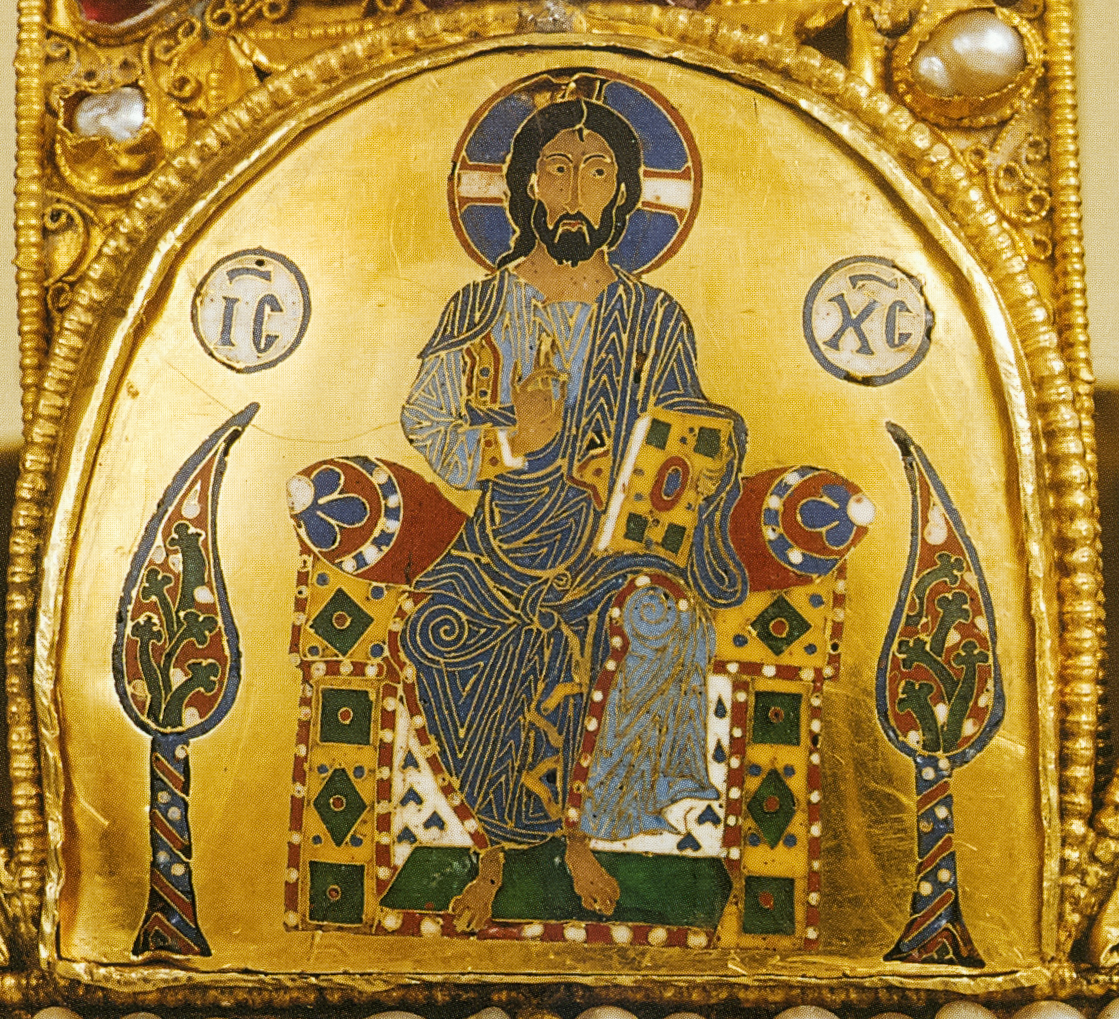
Christ Pantocrator - 성 이슈트반 왕관 (12세기)
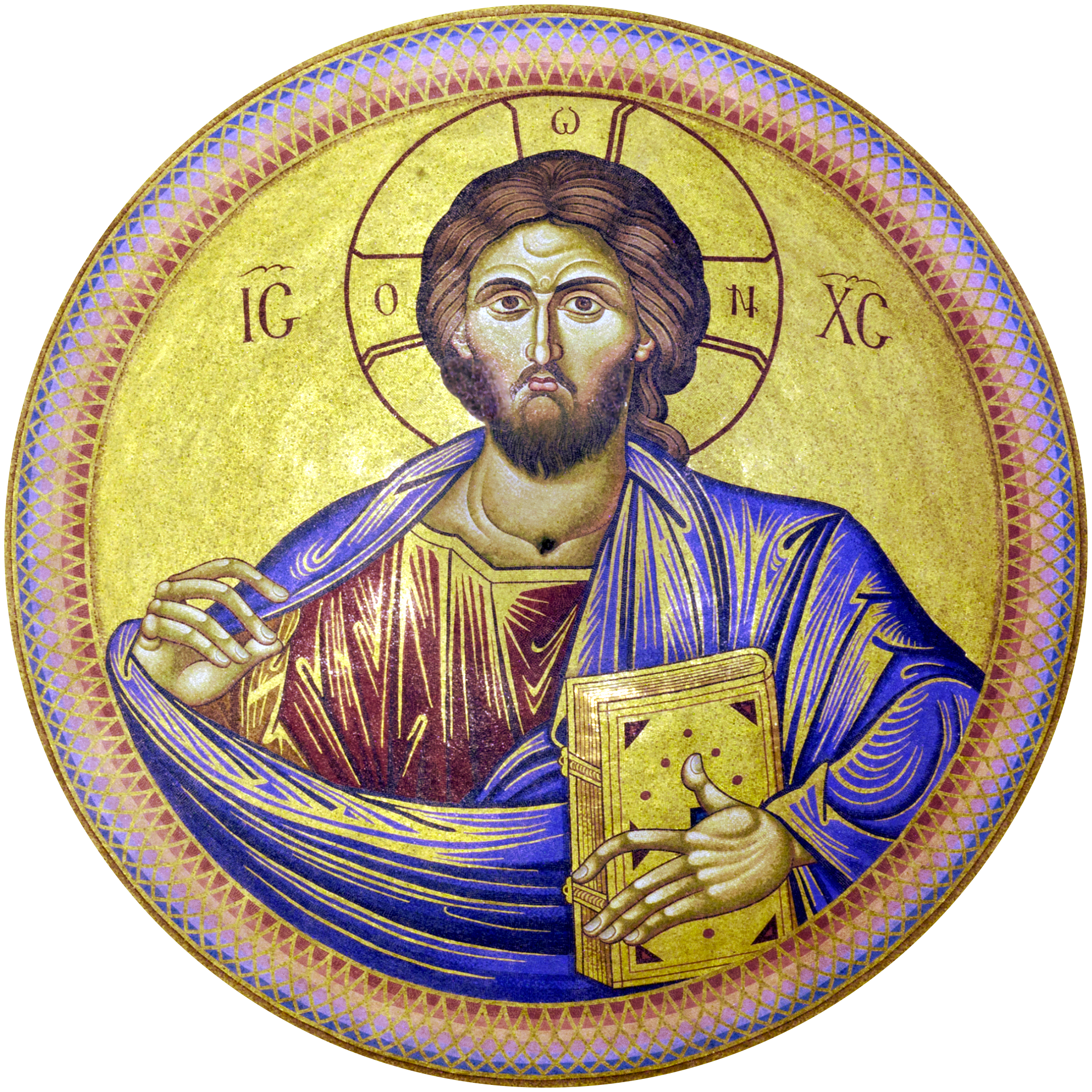
Christ Pantocrator, 거룩한 무덤 성당 (1810)

## 같이 보기
- 기독교 상징주의
- 이크티스
- INRI
- 예수의 이름과 호칭